# Demobotys pervulgalis
Demobotys pervulgalis is een vlinder van de familie van de grasmotten (Crambidae). De wetenschappelijke naam van deze soort is voor het eerst voorgesteld als Pyrausta pervulgalis door George Francis Hampson in een publicatie uit 1913.

## Verspreiding
De soort komt voor in China (Jiangsu, Hunan) en Japan.

## Ondersoorten
- Demobotys pervulgalis pervulgalis (Hampson, 1913)
- Demobotys pervulgalis exigua Munroe & Mutuura, 1969
- Demobotys pervulgalis hunana Munroe & Mutuura, 1969